# NGC 3503
NGC 3503 è il nome di una nebulosa a emissione con un ammasso aperto incorporato nella costellazione della Carena. 

## Scoperta
La nebulosa è stata scoperta il 1 aprile 1834 da John Herschel.